# Edward Boyden
Edward „Ed“ S. Boyden III. (Plano, Texas, 18 de agosto de 1979) é um neurocientista estadunidense. É professor do Instituto de Tecnologia de Massachusetts.

## Premiações e condecorações selecionados
- 2013: Prêmio Brain[1]
- 2016: Breakthrough Prize in Life Sciences

## Obras selecionadas
- (Editor com T. Knopfel): Optogenetics: Tools for Controlling and Monitoring Neuronal Activity (= Progress in Brain Research, Band 196), Elsevier, Amsterdam 2012.